# 李清聖
李清聖（1965年—）中華民國政治人物，屏東縣屏東市人，民主進步黨籍，曾任民進黨屏東縣黨部主委、屏東縣議會議員、屏東市市民代表、屏東基督教醫院公關經理、屏東扶輪社區服務主委、長老教會屏東中會總委長老、中華民國童軍總會屏東縣童軍會理事長等職 ，畢業於國立屏東教育大學研究所。2018年3月26日，李清聖在民進黨黨內民調結果勝出，正式成為2018年民進黨提名之2018年屏東市市長選舉參選人，結果以九千多票的差距敗北；2022年李清聖再次成為民進黨提名之2022年屏東市市長選舉參選人，結果以三千多票的差距再次敗北。

## 政治

### 2018年屏東市市長選舉
- 選舉人數：164,424
- 投票數（投票率）：105,327（64.06%）
- 有效票（比率）：101,717（96.57%），無效票（比率）：3,610（3.43%）

| 號次 | 候選人 | 性別 | 政黨       | 得票數 | 得票率 | 當選標記 |
| ---- | ------ | ---- | ---------- | ------ | ------ | -------- |
| 1    | 林恊松 | 男   | 中國國民黨 | 55,679 | 54.74% |          |
| 2    | 李清聖 | 男   | 民主進步黨 | 46,038 | 45.26% |          |

### 2022年屏東市市長選舉
- 選舉人數：161,508
- 投票數（投票率）：97,268（60.22%）
- 有效票（比率）：94,048（96.69%），無效票（比率）：3,220（3.31%）

| 號次 | 候選人 | 性別 | 政黨       | 得票數 | 得票率 | 當選標記 |
| ---- | ------ | ---- | ---------- | ------ | ------ | -------- |
| 1    | 周佳琪 | 女   | 中國國民黨 | 48,656 | 51.74% |          |
| 2    | 李清聖 | 男   | 民主進步黨 | 45,392 | 48.26% |          |

## 外部連結
- 李清聖| Facebook

| 政黨職務      | 政黨職務                                       | 政黨職務      |
| ------------- | ---------------------------------------------- | ------------- |
| 民主進步黨    |                                                |               |
| 前任： 鍾佳濱 | 屏東縣黨部主任委員 2014年6月5日－2018年5月30日 | 繼任： 許展維 |

| 屏東縣議會 |                                                                  |   |
| '          | 屏東縣議會議員 第一選區（屏東市） 第十六、十七屆 2005年 - 2013年 | ' |